# Almaga
 (avril 2019).
- Si vous ne connaissez pas le sujet, laissez ce bandeau (vous pouvez alors contacter les auteurs).
- Si vous supprimez le contenu mis en cause (vous pouvez préalablement contacter les auteurs),

argumentez précisément cette suppression dans la page de discussion
(un manque de référence n'est pas un argument ; une recherche réelle de référence doit avoir été effectuée, être formellement documentée).
Aleksandra Almaga dite Almaga est une artiste plasticienne polonaise née à Łódź en 1946.
Depuis 1974 elle œuvre principalement dans la peinture, la gravure, la sculpture, l'installation et la performance. Almaga n'est pas associée à une mouvance artistique précise. Ses sculptures nommées Orviadans et ses peintures sans format ont fait sa renommée sur le marché international de l'art.

## Biographie
Almaga commence des études à l'Académie des Beaux-arts de Łódź où elle reçoit un enseignement artistique large, influencé par les tendances du constructivisme en évolution (suivant l’exemple de l'œuvre de Katarzyna Kobro), ainsi que par l’étude de l’art moderne aux côtés de professeurs tels que Stanislaw Fijalkowski, Stefan Wegner et Stefan Krygier,. Elle poursuit ses études à l’Académie des Beaux-arts de Varsovie dans les classes d’Eugeniusz Arct, des professeurs Roman Owidzki et Gustaw Zemła.
Elle quitte la Pologne communiste en 1971. Après son passage à l'ouest, elle s'installe au Canada puis s'établit en Belgique où elle achève son parcours d'étude à l’Académie royale des Beaux-arts de Bruxelles dans la classe « Peinture d'après nature » et aussi dans celle de gravure chez Claude Lyr. Elle restera très concernée par sa Pologne natale où elle organisa depuis la Belgique des actions humanitaires lors du Putsch du Général Jaruzelski et soutint la dissidence anti-communiste. En 1985, Antoni Szram, conservateur du  musée de la ville de Lodz l'invite à exposer ses peintures. Cette exposition fera date et sera reçue en tant que rupture du silence artistique qui cadenassait l’activité artistique à la suite des restrictions du gouvernement en place. Elle expose très tôt dans sa carrière dans des galeries et salons internationaux, à Bruxelles, Anvers, Paris et Berlin.
Au début des années 1980, elle installe son atelier en Flandre Orientale près la frontière linguistique et découvre ainsi la terre des peintres flamands. En Belgique et en Europe, elle peut approcher de visu les œuvres des primitifs flamands et les peintures baroques de Pierre Paul Rubens et de son école, de Giambattista Tiepolo et Francisco de Goya, soit autant d’expériences esthétiques intenses qui l'inspirent, la poussent à libérer son propre geste et à orienter son imagination picturale. À ses débuts elle expose et signe ses œuvres sous le nom d'Amgé. C’est vers 1980 qu’elle prend comme nom d'artiste Almaga.

## Œuvres et formes
Quatre principes orientent son œuvre :
- l'espace et le mouvement ;
- le chaos et l’ordre ;
- les quatre éléments ;
- la métamorphose.

L'œuvre d'Almaga se caractérise par un traitement en intermédia faisant dialoguer systématiquement sculpture, peinture et divers médiums. À travers cette attitude, le travail d'Almaga interroge les matériaux et les met en valeur en tant que véhicules de significations et éléments de l’espace poétique. Son travail a très souvent associé abstraction géométrique et figuration réaliste et se caractérise par l’importance du mouvement qui traverse toute son œuvre qu'elle soit peinte ou sculptée.
Ses trois champs médiatiques principaux sont :

### Peinture
La peinture d’Almaga qui visite tous les médiums picturaux (huile, acrylique, calligraphie à l’encre, gravure, etc.) tire sa spécificité de la propension de l’artiste à libérer la peinture de ses formats, de ses techniques et de ses supports habituels.
Sa peinture passe par des phases d’expérimentations diverses selon l’émotion liée à l’observation de la nature et à la rencontre de diverses cultures lors de ses nombreux voyages. Elle se distingue par la composition décentralisée, l’action dans la complexité du mouvement, l'illusion de l'infini marquée par un geste qui conduit la peinture sur les courbes d’un espace sans limites, où tout semble interagir.
L'œuvre ne permet de voir qu'un fragment d'un cycle parmi une grande diversité de cycles, sans hiérarchie d'un ordre dominant. Elle fait découvrir les interprétations des mécanismes du réalisme dans la nature spatiale.
Les « peintures sans formats » (1995) sont une des déclinaisons les plus significatives de cette démarche. Il s’agit de sphères de résine et de fibre de verre sculptées en différents reliefs et peintes en langage abstrait au médian entre sculpture et peinture. La sphère offre une variation infinie de compositions qui mettent en évidence le jeu des ombres et communiquent le caractère illusoire de la peinture. Elle libère le point de vue de l’observateur qui est poussé naturellement à tourner autour de l’œuvre. Les formes, reliefs et profondeurs sont corrélées aux longueurs d’onde des couleurs qui sont associées dans l’action selon les thèmes. Les thématiques sont directement inspirées par les différentes phases de la lumière telles que l’arc-en-ciel, l’aube, le midi, le crépuscule, le coucher du soleil, la nuit, etc.

### Sculpture
- Si vous ne connaissez pas le sujet, laissez ce bandeau (vous pouvez alors contacter les auteurs).
- Si vous supprimez le contenu mis en cause (vous pouvez préalablement contacter les auteurs),

argumentez précisément cette suppression dans la page de discussion
(un manque de référence n'est pas un argument ; une recherche réelle de référence doit avoir été effectuée, être formellement documentée).
L'Orviadans ou Outletin : D'un point de vue formel, l'Orviadans (Hors-Via-Dans/Out-Let-In) présente des silhouettes ajourées dans des tôles d’acier ou autres, juxtaposées visuellement et donnant du volume à l’air. Cette démarche a pour effet de créer une perception dynamique de sujets ouverts en plan superposés. De cette manière, l'Orviadans se remplit d’une matière visible mais intangible constituée des variations de l’environnement circonscrit par le contour de la forme ouverte, laquelle se modifie au gré du changement de point de vue de l'observateur.
L'épaisseur de la tôle est soit polie, soit laissée matte ou encore peinte, ce qui produit une œuvre qui passe d’une forme figurative biomorphe à une composition abstraite selon l’angle du regard.
L'Orviadans convoque le concept de théâtralité du visionneur dès lors que son point de vue est consubstantiel à l'œuvre et que le cas échéant, il peut être lui-même absorbé dans le champ de vision d’un autre observateur.
Pour Almaga, l'Orviadans est aussi l’expression la plus pure de la nature femelle de son œuvre, réinventant une sculpture qui impose moins qu'elle s'ouvre à l’altérité pour la maintenir vivante au gré du temps, de la volonté et du hasard. En tant que révélateur, l'Orviadans est une structure ouverte qui, en se laissant traverser, s’unit  au monde. Ces œuvres présentent l'espace d’un moment où le temps s’arrête tandis que le mouvement continue.
Son thème « Galop » qui représente la course d’un cheval est iconique de cette démarche.
Le trou comme utérus universel est au cœur de l'inspiration d'Almaga et s’aperçoit dans la construction de toutes œuvres.
Par ce principe, toutes les mises en œuvre s’offrent à l'artiste qui a réalisé par exemple des Orviadans mobiles réalisés avec des feuillards d’acier poli et de béton animés par le vent. Ses Orviadans mobiles comme Centaure en dance (1989) permettent à l’artiste de dessiner dans l’espace au moyen de reflets de lumière, laissant à cette dernière la constante possibilité de modifier l’œuvre au gré des heures et des saisons.

### Installation
La dimension intermédiatique de l'œuvre d'Almaga la prédispose naturellement à l’installation et à la performance qui offrent un vaste champ d’expression.
L'artiste s’inspire du matériau et de l’altérité du regardeur dans une fusion symbiotique qui engendre de la poésie ; une poésie impressive de la sensibilité de l’autre et de la matière dont elle se féconde avant d’engendrer une œuvre d'une femelité qui inscrit dans les regards successifs la possibilité d’une recréation infinie.
En 2009, elle présente « Feu ! » à la White Factory de Lodz. Cette œuvre qui reprend l’ordre de tir militaire est composée par quatre installations principales et successives : « Album », « Succession » (« The Wall » et « Les lettres fatiguées »), « Mémoire » et « Nature ».
« The Wall » est une installation iconique de ce que l’exploration de la matière peut engendrer du point de vue dramatique et métaphorique.
« The Wall » est un mur concave construit de tôles d’acier inoxydable polies, lesquelles ont été criblées en rafales de balles de Kalashnikov AK47 et M16 par l’artiste elle-même. Ce mur qui fait office de miroir se reflète à l’infini répliquant sans fin les impacts de tir, l’œuvre évoquant par métaphore matérielle l’idée que la violence une fois initiée se répète sans cesse dans un héritage qui nous incombe dès lors que notre propre reflet est lui-même transpercé. À la base du revers convexe du mur, des empreintes de pas dans un relief de béton évoquent la mémoire de l’ensemble des victimes et des agresseurs. L’installation « Mémoire » présente une fresque calligraphiée monumentale représentant des femmes éplorées en vis-à-vis d’un champ de sculptures en métal chargés de symboles du pire et du meilleur de l’homme. Les deux champs sont séparés par une frontière, une longue planche remplie de douilles.
Dans le dialogue avec le spectateur, l’œuvre évoque la relativité des repères et ainsi, de notre regard sur le monde, la différence de la mémoire des femmes et des hommes, les effets néfastes des héritages anachroniques dans l'équilibre du monde actuel, le mécanisme de la violence, ainsi que les relations entre l'humain et l'interdépendance des forces fondamentales de la nature. L'artiste a créé les situations virtuelles où le spectateur fait partie activement de l'œuvre.

### Gravure
Perfectionnée auprès de Claude Lyr, la gravure semble constituer un champ d'expression spécifique chez l'artiste.
En 1981, la série Metropolis Blues illustre la dimension spirituelle que la passion des chevaux revêt pour Almaga.

## Expositions, projets et réalisations
Expositions, projets et réalisations :
- 1974 : Galerie L'Œil—Bruxelles.
- 1975 : Maison du Goddiarch, 1 prix du jury, Villers-la-Ville, Belgique.
- 1975 : I.C.I Bruxelles.
- 1976 : Galerie Egmont, Bruxelles.
- 1977 : Galerie de Eik, Anvers.
- 1977 : American Women Club, Rhode-Saint-Genèse, Belgique.
- 1979 : Salon d'Automne, Paris.
- 1981 : Mc. Key Gallery, New York.
- 1981 : La Réserve, Knokke, Belgique.
- 1981 : Château de Lovendegem. Belgique.
- 1981 : Atelier, Brakel, Belgique.
- 1982 : Au Balcon des Arts, Beyrouth, Liban.
- 1982 : Villa Salomé, Waregem, Belgique.
- 1983 : Confrontations, Casino de Knokke, Belgique
- 1983 : Galerie Jan De Maere, peintures, Bruxelles.
- 1983 : 8e Foire d'Art Actuel, Bruxelles.
- 1983 : Art 8 Bâle, Galerie J. De Maere, Suisse.
- 1984 : FIAC, Galerie Jan De Maere, Paris.
- 1984 : Demedtshuis, Wilsbeek, Belgique.
- 1984 : MuzeumBiała Podlaska, Symposium, Pologne.
- 1985[16] : Musée de la Ville de Lodz, Pologne.
- 1985 : Galeria BWA, Sopot et Bydgoszcz, Pologne.
- 1986 : Galerie Tas, Belgique.
- 1986 : Galerie aan de Kippenlijn, Lunteren, Pays-Bas.
- 1986 : Galerie Harmagedon, Kortrijk, Belgique.
- 1986 : Dow Chemica, Bruxelles.
- 1987 : Palais du Midi, La Foire du Midi, peintures - Exposition-performance sous patronage de la Ville de Bruxelles[17].
- 1989 : Galerie Kaya, Bruxelles.
- 1990 : Réalisation de la sculpture mobile « Chaos et Ordre », parc privé.
- 1990 : Galop et Centaure en danse / Mobiles en grands formats. Béton et acier inoxydable, Parc de la collection L. Dieleman. Belgique.
- 1991 : Zoute Jumping Art, 11 au 14 juillet, Knokke-Heist[18].
- 1992 : Réalisation de la première sculpture Pure Lola vierge, la série de 8 Volumes dessinés, fil d’acier et de cuivre, Collection privée.
- 1993 : Premières « Peinture sans format », Fondation Emiel Veranneman, Kruishoutem, Belgique.
- 1994 : Tefaf à Maastricht, Fondation E. Veranneman, Pays-Bas.
- 1994 : Museum voor Sierkunst à Gand, participation, Belgique
- 1994 : Envol d'Icare, Orviadans grand format. Béton, acier et plastique. Parc de la Fondation E. Veranneman, Kruishoutem, Belgique
- 1995 : Exposition de Peinture sans format, 48 œuvres de 40 à 160 cm de diamètre (sphères en résines polymère et couleurs, Fondation E. Veranneman, Kruishoutem, Belgique.
- 1995 : Exposition à la Marlborough Gallery, New York avec la Fondation E. Veranneman.
- 1995 : FIAC, Paris avec la Fondation Emiel Veranneman.
- 1997 : Tefaf Maastricht avec la Fondation E. Veranneman.
- 1997 : Meteoriet I, Inox et béton, pour Latexco à Tielt[19].
- 1996 : Fondation Prouvost, Marcq-en-Barœul, France.
- 1997 : Réalisation de l'œuvre en grand format de la série « Météorites » (inox, diam. 220 cm pour Latexco Sa, Tielt, Belgique.
- 1997 : Galerie Its art is, Waterloo.
- 1998 : La Défense, Paris, Peinture sans format.
- 1999 : Banque Internationale à Luxembourg, participation à « Un demi-siècle de sculpture belge ».
- 1999 : Tefaf Maastricht avec la Fondation E. Veranneman.
- 1999 : CBR, « Formes et matières », Bruxelles.
- 1999 : Participation à la série d'expositions de groupe en Pologne, Varsovie, Toruń, Cracovie.
- 2000 : 8e Festival International de la Sculpture, Bordeaux, Abzac.
- 2001 : Belgica Sculptura, 3e biennale de la sculpture monumentale. Château d’Oupeye, Belgique Sculpture : « Passage dans troisième millénaire », Lineart, Gand.
- 2001 : Réalisation de deux versions d’une sculpture monumentale Orviadans, « Galop », en acier corten et inoxydable, L : 8,5 m × H : 5 m × L : 4,8 m, pour la collection A. Van de Kerkhove au Château de Gages et pour Sphère sa à Brakel.
- 2002 : Exposition avec la collection de Madame Christina Maes, Orviadans en petit format sur le thème : Le Septième ciel, en acier inoxydable, cuivre et granit.
- 2004 : Collection Arthur Van de Kerhove. Château de Gages - réalisation de « Pranitsa », portrait de la nuit D.S (Dame Seule), inspiré par un mythe slave très ancien. En granit, acier, polyuréthane, L : 2,5 m × H : 2,4 m × P : 1,5 m.
- 2009 : Création et présentation de la performance : « Femmes, Rubens et la croix d'Atembeke » dans son nouvel atelier, une église déconsacrée.
- 2009 : Exposition de « FEU !… », 4 installations monumentales « Album », « Succession », « Mémoire », « Nature », au Musée White Factory à Lodz en Pologne suivie des ateliers philosophiques et de la réalisation du vidéo « Fire !... » avec J. Szabela.
- 2010 : Réalisation d'un court-métrage, documentaire : « Femmes, Rubens et la croix d'Atembeke ».
- 2014 : Parc privé de Sphère sa, « Dimension Iceberg 8 », première sculpture de grand format de la série.
- 2017 : Art Shopping Carrousel du Louvre, 2017, Paris.